# インペッカブル (音響測定艦)
インペッカブル (USNS Impeccable, T-AGOS-23) は、アメリカ海軍の音響測定艦。同型艦はない。

## 概要
艦体はヴィクトリアスに続いて双胴船型を採用し、これにより静粛性と安定性を確保している。監視用曳航アレー探知装置（SURTASS）とパッシヴ／アクティブ低周波ソナーを使用して、潜水艦の音紋データ採集を行なうことを主任務とする。操艦などは民間人が行い、音紋データ収集などは海軍軍人が行なうこととなっている。
当初は6隻建造される予定であったが、2番艦「インテグリティ」（AGOS-24 Integrity）は建造途中で中止され、結局1番艦である本艦のみとなった。

## 艦歴
「インペッカブル」は、フロリダ州タンパにあるアメリカン造船で建造され、1992年3月15日起工、1998年8月28日進水、2001年3月22日に就役ののちに海上輸送司令部に配属された。
2000年8月16日にマースク・ラインと3年の運行契約を結ぶ。
2009年3月8日に海南島沖約120kmの海域で、中国人民解放軍海軍の調査船5隻が包囲し「インペッカブル」の進路妨害をした。これに対し「インペッカブル」は接近してきた中国船に対し放水、対する中国船2隻も前方に進出し、結果「インペッカブル」は緊急停止した。この事件発生前の3月4日から中国側は「自国管轄海域」であると警告し、「インペッカブル」に強力な照明を当てるなどしていた。
過去には今回の事件と類似した海南島事件も起きている。